# Dysmachus schurovenkovi
Dysmachus schurovenkovi là một loài ruồi trong họ Asilidae. Dysmachus schurovenkovi được Lehr miêu tả năm 1972. Loài này phân bố ở vùng Cổ Bắc giới và châu Á.